# 梦溪镇
梦溪镇，是中华人民共和国湖南省常德市澧县下辖的一个乡镇级行政单位。

## 行政区划
梦溪镇下辖以下地区：
梦溪寺社区、商会社区、梦江桥村、三元宫村、樊家村、白鹤林村、荷堰村、团堰村、肖河桥村、高兴村、八根松村、阳育村、顺林驿村、宗保村、大红村、永祥村、莲湖村、五福村、百胜村和李家村。

## 考古遺址
其轄下之三元宮村內有三元宮遺址，是一處新石器時代遺址，2013年被列為第七批全國重點文物保護單位。